# Высочаново
Высочаново (укр. Височанове) — село в Кетрисановской сельской общине Кропивницкого района Кировоградской области Украины.
До 2020 года входило в Бобринецкий район
Население по переписи 2001 года составляло 37 человек. Почтовый индекс — 27231. Телефонный код — 5257. Занимает площадь 0,512 км². Код КОАТУУ — 3520887602.